# Arnuero
Arnuero ist eine Gemeinde in der spanischen Autonomen Region Kantabrien. Sie ist Teil der historischen Region Trasmiera. Arnuero grenzt im Norden an das Kantabrische Meer, im Osten an Noja und Argoños, im Süden an Meruelo und Escalante, und im Westen an Bareyo.

## Ortsteile
- Arnuero (Hauptstadt)
- Castillo Siete Villas
- Isla
- Soano

## Bevölkerungsentwicklung
| 1900 | 1910 | 1920 | 1930 | 1940 | 1950 | 1960 | 1970 | 1980 | 1990 | 2000 | 2019 |
| ---- | ---- | ---- | ---- | ---- | ---- | ---- | ---- | ---- | ---- | ---- | ---- |
| 1565 | 1664 | 2007 | 1974 | 2117 | 2103 | 2151 | 1937 | 1802 | 1848 | 1783 | 2103 |

## Wirtschaft
Wie alle Städte in der Umgebung bestand die wirtschaftliche Basis bis vor nicht allzu langer Zeit aus Viehzucht und Landwirtschaft. Heutzutage, nach der Politik der schrittweisen und subventionierten Aufgabe der kleinen Viehzuchtbetriebe, hat sich die Wirtschaft auf den Tourismus verlagert. 